# Super Monkey Ball 3D
Super Monkey Ball 3D (яп. スーパーモンキーボール 3D Су:па: Монки: Бо:ру 3D) — компьютерная игра серии Super Monkey Ball, выпущенная эксклюзивно для Nintendo 3DS. Разработана Dimps совместно с Amusement Vision, выпущена Sega.

## Геймплей
Игрок может использовать либо Circle Pad, либо внутренний гироскоп консоли для управления Айая и его друзей, чтобы они могли собрать как можно больше бананов в течение времени, как и в предыдущих играх серии Super Monkey Ball.
Super Monkey Ball 3D поддерживает три режима игры: традиционные головоломки, «Monkey Race» (рус. Обезьянья гонка), в котором игроки обгоняют друг друга в безумном сражении на автомобилях, и «Monkey Fight» (рус. Обезьянья битва), в которой игроки сражаются друг с другом. Драки очень похожи на серию игр Super Smash Bros..
В последних двух режимах: «Monkey Race» и «Monkey Fight», можно играть с помощью беспроводного соединения с 4 игроками, но функциональность Nintendo Wi-Fi Connection отсутствует.

## Отзывы и мнения
| Сводный рейтинг | Сводный рейтинг |
| Агрегатор       | Оценка          |
| --------------- | --------------- |
| GameRankings    | 59,43 %         |
| Metacritic      | 55/100          |

Игра получила смешанные отзывы. Одри Дрейк из IGN оценил игру в 7,5 баллов из 10, хваля геймплей и историю, но критикуя режимы «Monkey Race» и «Monkey Fight» из-за схожести с сериями Mario Kart и Super Smash Bros. соответственно, с неуклюжим управлением. С этим мнением согласился сайт GameSpot, добавив, что единственным плюсом Super Monkey Ball 3D являются оригинальные головоломки. Крис Шиллинг из Eurogamer оценил игру в 4 балла из 10, заявив, что добраться до титров и пройти полностью Super Monkey Ball 3D можно за 90 минут, а релиз неблагоприятен для издателя.